# Januar 1988
Portal Geschichte | Portal Biografien | Aktuelle Ereignisse | Jahreskalender | Tagesartikel

◄ |
19. Jahrhundert |
20. Jahrhundert
| 21. Jahrhundert

◄ |
1950er |
1960er |
1970er |
1980er
| 1990er | 2000er | 2010er | ►

◄ |
1984 |
1985 |
1986 |
1987 |
1988
| 1989 | 1990 | 1991 | 1992 | ►

◄ |
Oktober 1987 |
November 1987 |
Dezember 1987 |
Januar 1988 |
Februar 1988 |
März 1988 |
April 1988 |
►
Dieser Artikel behandelt aktuelle Nachrichten und Ereignisse im Januar 1988.

## Tagesgeschehen

### Freitag, 1. Januar 1988

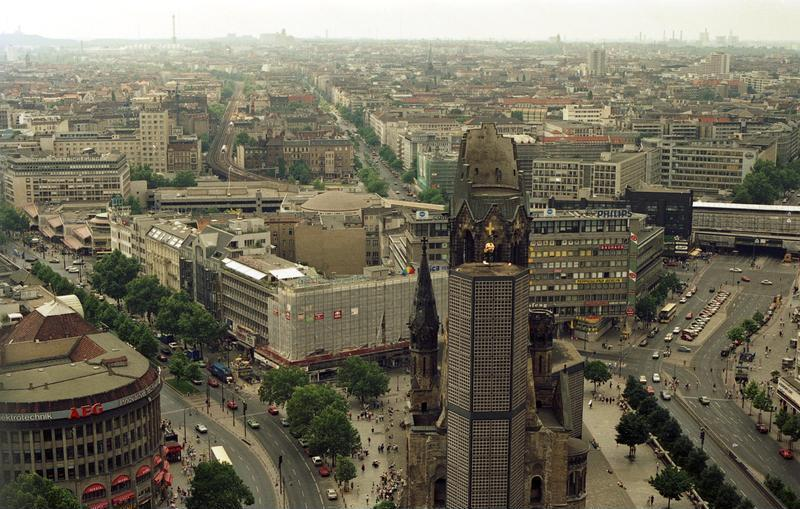
Berlin-Charlottenburg, Zentrum der Kulturstadt 1988

- Berlin/Deutschland: Der Westteil von Berlin ist in diesem Jahr Kulturstadt Europas.[1]
- Bern/Schweiz: Der SP-Politiker Otto Stich übernimmt turnusgemäß das Amt des Bundespräsidenten.[2]
- Bonn/Deutschland: Die Bundesrepublik übernimmt von Dänemark den Vorsitz im Rat der Europäischen Union. Das Amt des Regierungschefs der EWG erhält, wie 1983, Helmut Kohl.[3]
- New York/Vereinigte Staaten: Algerien, Brasilien, Jugoslawien, Nepal und der Senegal werden neue nichtständige Mitglieder im Sicherheitsrat der Vereinten Nationen.[4]
- Sèvres/Frankreich: Das Internationale Büro für Maß und Gewicht fügt um 0.59 Uhr und 59 s Mitteleuropäischer Zeit eine Schaltsekunde in die Koordinierte Weltzeit (UTC) ein. Störende Einflüsse auf Erdbahn und -rotation ohne UTC-Korrektur hätten zur Folge, dass sich die Erde nach 90 Jahren erst mit 60 s Verzögerung an der Stelle einer kompletten jährlichen Sonnenumrundung befände.[5]

### Mittwoch, 6. Januar 1988
- Bischofshofen/Österreich: Matti Nykänen aus Finnland gewinnt vor Jens Weißflog aus der DDR die 36. Vierschanzentournee.[6]

### Freitag, 8. Januar 1988

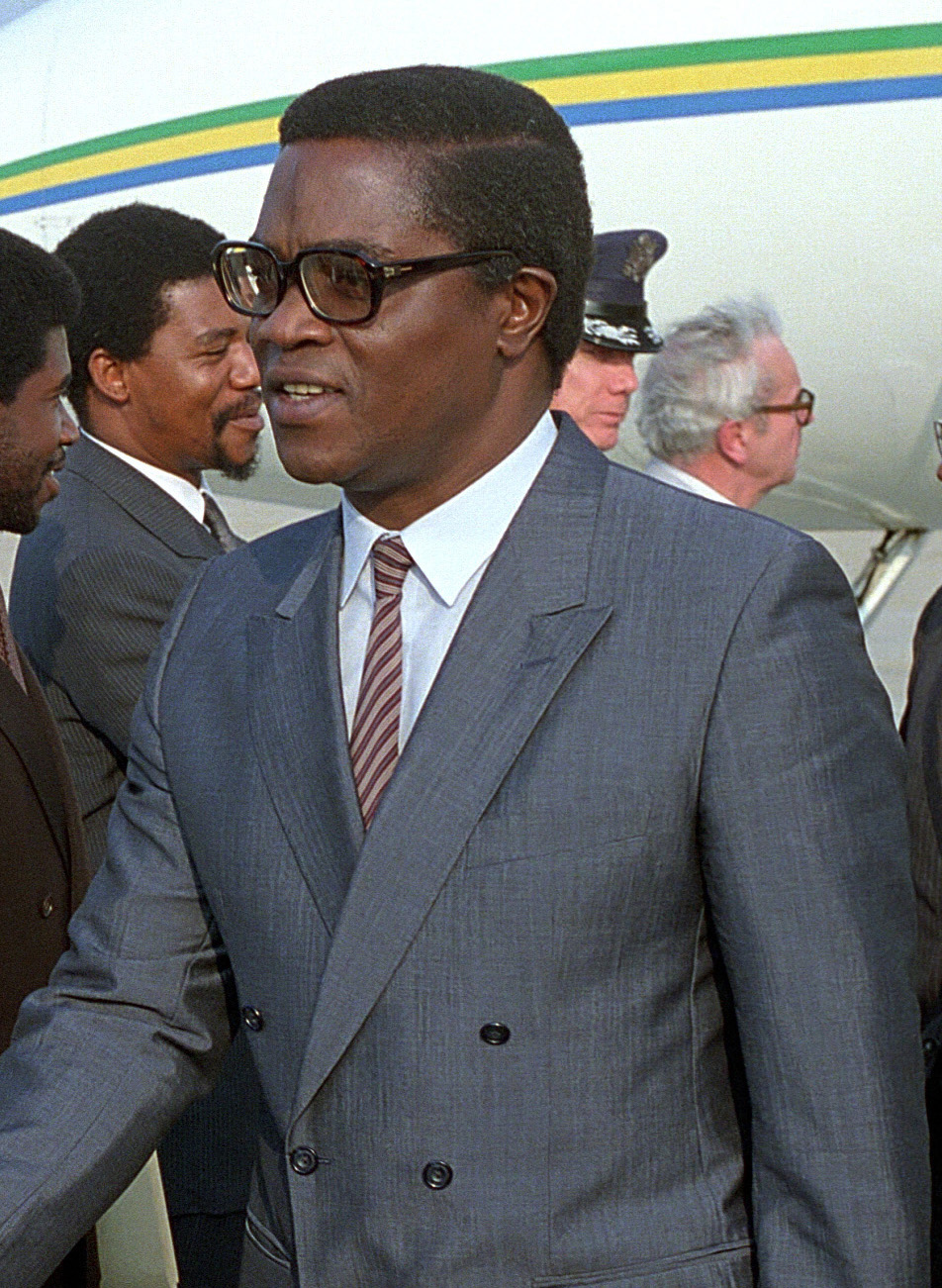
Manuel Pinto da Costa

- Fulda/Deutschland: Das Landgericht befindet Monika Weimar, von Teilen der Medien „Mutter Weimar“ genannt, aufgrund von Indizien schuldig des Mordes an ihren damals 7- und 5-jährigen Töchtern Melanie und Karola. Es verurteilt die Angeklagte zu einer lebenslangen Freiheitsstrafe. Vor dem Gerichtsgebäude brechen Schaulustige in Jubel aus. Beobachter kritisieren die reißerische Medienberichterstattung rund um den Fall.[7]
- São Tomé/São Tomé und Príncipe: Präsident Manuel Pinto da Costa führt das 1979 abgeschaffte Amt des Premierministers wieder ein und bestimmt Celestino Rocha da Costa zum ersten Amtsträger. Der letzte Premierminister Miguel Trovoada saß zwischenzeitlich unter dem Vorwurf der Verschwörung im Gefängnis und lebt nun im Exil in Paris.[8]

### Donnerstag, 14. Januar 1988
- Bonn/Deutschland: Die Betriebsgenehmigung für das Unternehmen Nukem ist auf Anweisung des Bundesministers für Umwelt Klaus Töpfer (CDU) mit sofortiger Wirkung einzuziehen. Nukem lagert auf dem Gelände seiner Tochterfirma „Transnuklear Hanau“ nachweislich fehlerhaft deklarierten radioaktiven Abfall. Umweltschützer vermuten hinter der Falschausweisung des Materials eine vorsätzliche Täuschung durch das Unternehmen.[9]

### Samstag, 16. Januar 1988

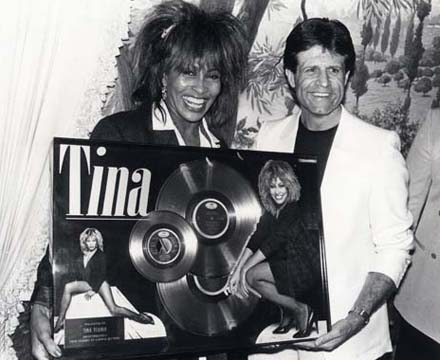
Tina Turner, Don Grierson

- Rio de Janeiro/Brasilien: Die Sängerin Tina Turner, die in ihrem Herkunftsland USA schon mehrfach mit dem Musikpreis Grammy ausgezeichnet wurde, tritt im Fußballstadion Maracanã vor rund 180.000 Zuschauern auf. Das Guinness-Buch der Rekorde verzeichnet den Auftritt als bestbesuchtes Konzert einer Solokünstlerin aller Zeiten. Turners aktuelle Tournee ist gemäß Promotion ihre letzte und nähert sich zwei Monate vor dem Ende der Marke von vier Millionen Zuschauern.[10]
- Yirrkala/Australien: Die Proa Hati Marege besucht Yirrkala zu Ehren der lokalen indigenen Völker anlässlich der erstmaligen Erkundung der Ostküste durch Engländer vor 200 Jahren, doch die Behörden untersagen das Hissen der offiziellen Fahne zum Jubiläum, da die Proa „nichts mit dem Ereignis von vor 200 Jahren zu tun“ habe.[11]

### Sonntag, 17. Januar 1988
- Sydney/Australien: Der Fernsehsender Seven Network startet die Ausstrahlung der Seifenoper Home and Away.[12]

### Samstag, 23. Januar 1988
- Bern/Schweiz: Die Delegierten des Parteitags der SVP wählen Hans Uhlmann zum neuen Parteipräsidenten. Unter seinem Vorgänger Adolf Ogi gelang der Partei ein moderater Wählerzuwachs, u. a. weil die Aktion für eine unabhängige und neutrale Schweiz mit ihr assoziiert wird. Uhlmanns Strategie lautet, jene Wahlberechtigten an die SVP zu binden, die sich in den „etablierten“ Parteien nicht mehr wiederfinden.[13]
- Beverly Hills/Vereinigte Staaten: Bei der Verleihung der 45. Golden Globe Awards werden die Amerikaner Cher, Michael Douglas, Sally Kirkland und Robin Williams als beste Hauptdarsteller in einem Kinofilm ausgezeichnet. Der Preis für den besten Kinofilm wird an Der letzte Kaiser des italienischen Regisseurs Bernardo Bertolucci verliehen.[14][15]

### Montag, 25. Januar 1988
- Mainz/Deutschland: Die Fernsehsendung logo wird erstmals ausgestrahlt. Die ZDF-Sendung orientiert sich an der BBC-Produktion Newsround und ist in Deutschland die erste regelmäßige Nachrichtensendung für Kinder.[16]

### Freitag, 29. Januar 1988

Spielprinzip von Tetris

- Alameda/Vereinigte Staaten: Der Computerspiel-Verleger Spectrum HoloByte startet den Verkauf des Computerspiels Tetris in den Vereinigten Staaten. Tetris wurde im Juni 1984 von Alexei Paschitnow in der Sowjetunion erfunden und 1987 vom Briten Robert Stein, der das Spiel in Ungarn kennenlernte, erstmals in der westlichen Welt veröffentlicht. Es verkaufte sich sehr gut. Für die IBM-Version verlangt Spectrum HoloByte in den Vereinigten Staaten 34,95 US-Dollar.[17]

### Sonntag, 31. Januar 1988
- San Diego/Vereinigte Staaten: Der Super Bowl XXII im American Football zwischen den Washington Redskins und den Denver Broncos endet 42:10.[18]

## Weblinks

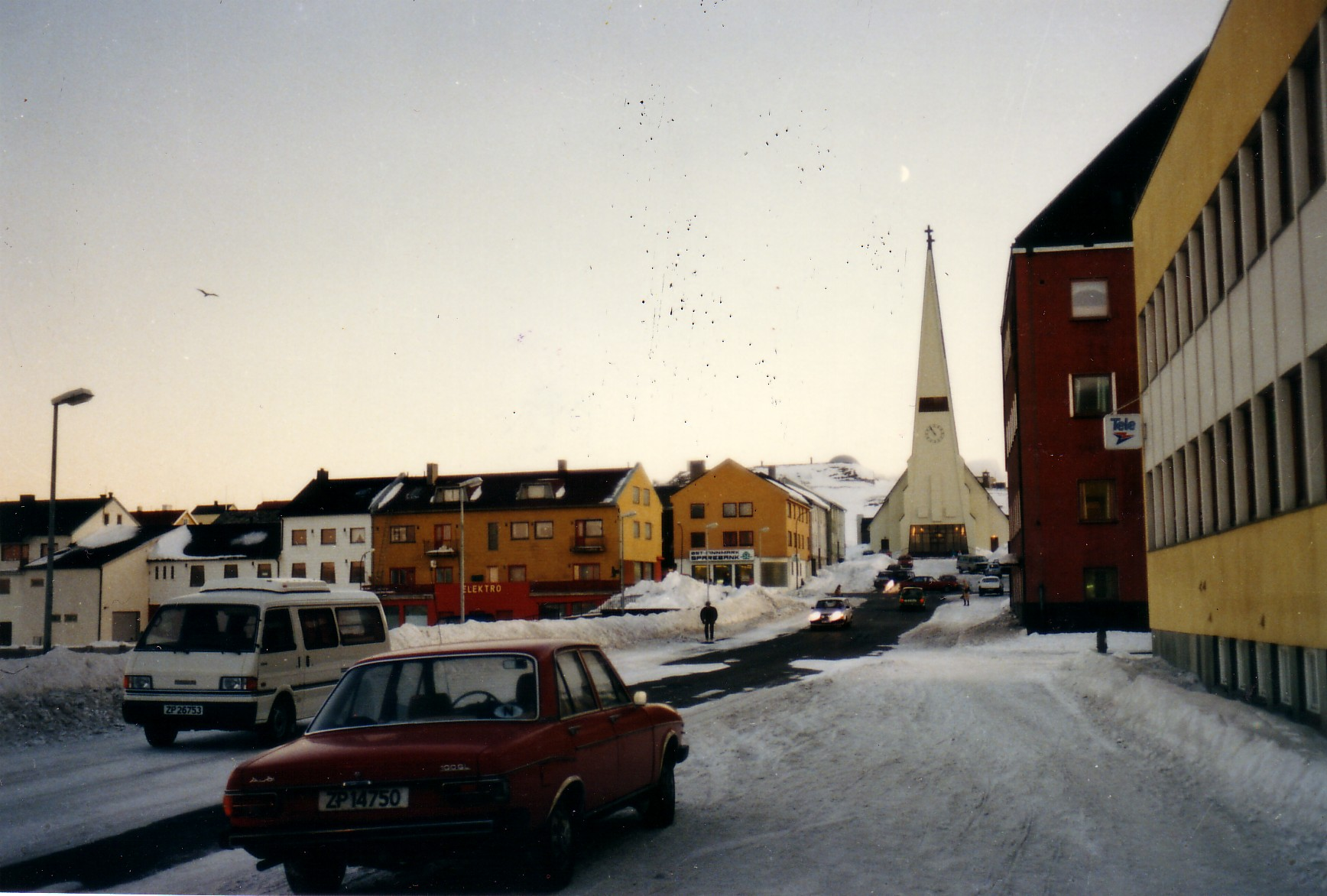
Norwegen im Januar 1988